# 桂阳州 (元朝)
桂阳州，元朝时设置的州。在今广东省境。
至元十九年（1282年），升桂阳县置，割连州阳山县来属，为蒙古忽都虎郡王分地，治所在今广东省连州市。辖境相当今广东省阳山县和连州市东部地。先属湖广行省湖南道宣慰司，后改属江西行省广东道宣慰司。户六千三百五十六，口二万五千六百五十五。领一县：阳山县。明朝洪武二年（1369年）废桂阳州，属地并入连山县，阳山县改属韶州府，洪武十四年（1381年）復置连州，阳山县、连山县改属连州。